# Ernst Reißner

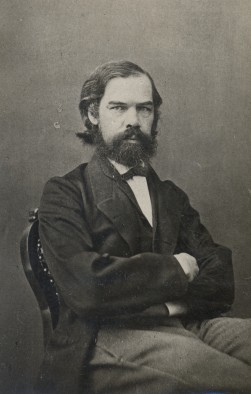
Ernst Reißner (1824–1878)

Ernst Reißner, gel. Reissner (* 12. Septemberjul. / 24. September 1824greg. in Riga; † 4. Septemberjul. / 16. September 1878greg. auf Schloss Ruhenthal, Gouvernement Kurland) war ein deutsch-baltischer Mediziner und Anatom.

## Leben
Ernst Reißner schloss 1851 sein Studium der Medizin an der Kaiserlichen Universität Dorpat ab. Später lehrte er als Professor der Anatomie zunächst mehrere Jahre, ehe er sich 1875 aus gesundheitlichen Gründen zurückzog. Er suchte Erholung auf dem Land, verstarb jedoch schon drei Jahre später.

## Wirken
Ernst Reißners Hauptarbeitsfelder waren das Ohr und die Entwicklung der Haare. Hauptsächlich bekannt war er für seine anatomischen Arbeiten zum Ohr. Durch seine Arbeiten, u. a. auch an Embryonen von Vögeln und Rindern, konnten damals bahnbrechende Erkenntnisse gewonnen werden. So konnte er u. a. erstmals eine genaue Darstellung der Hörschnecke erstellen. Ihm zu Ehren erhielt die Reißner-Membran ihren Namen.
Ein anderes nach ihm benanntes Gebilde ist der vom Subkommissuralorgan des Gehirns ausgehende Reissner-Faden, der die inneren Liquorräume bis an das Ende des Zentralkanals im Rückenmark durchzieht.